# Chemical Invasion
Chemical Invasion drugi je studijski album njemačkog thrash metal sastava Tankard. Album je objavljen u listopadu 1987. godine, a objavila ga je diskografska kuća Noise Records.

## Popis pjesama
| 1.    | »Intro«                               | 0:17 |
| 2.    | »Total Addiction«                     | 3:26 |
| 3.    | »Tantrum«                             | 3:15 |
| 4.    | »Don't Panic«                         | 4:25 |
| 5.    | »Puke«                                | 0:58 |
| 6.    | »For a Thousand Beers« (instrumental) | 7:23 |
| 7.    | »Chemical Invasion«                   | 5:27 |
| 8.    | »Farewell to a Slut«                  | 4:10 |
| 9.    | »Traitor«                             | 7:56 |
| 10.   | »Alcohol« (Gang Green obrada)         | 2:04 |
| 39:21 |                                       |      |

## Zasluge
Tankard
- Andreas "Gerre" Geremia — vokali
- Frank Thorwarth — bas-gitara
- Axel Katzmann — gitara
- Andy Boulgaropoulos — gitara
- Oliver Werner — bubnjevi

Ostalo osoblje
- Harris Johns — produciranje, miksanje
- Sebastian Krüger — omot albuma
- Axel Katzmann — miksanje
- Buffo Schnädelbach — fotografija